# Nordbayern.de
nordbayern.de ist ein Online-Nachrichtenportal des Verlags Nürnberger Presse und hat seinen Hauptsitz in Nürnberg. Monatlich verzeichnet es rund 14 Millionen Aufrufe.

## Inhalte
Der inhaltliche Fokus von nordbayern.de liegt auf aktuellen Nachrichten aus Franken, Bayern und der Welt. Ergänzt wird das Angebot um zahlreiche Serviceinhalte. Auf dem Portal finden Leserinnen und Leser ebenfalls Rezepte, Buch-Tipps, Schnäppchen-Artikel sowie Produktrückrufe. Die Inhalte werden multimedial mit Videos, Podcasts, Bildern, Livestreams und Umfragen aufbereitet. Das Angebot umfasst darüber hinaus eine Jobbörse, ein Immobilienportal und ein Dating-Angebot.

## Redaktion
Das Team von nordbayern.de besteht aus etwa 15 Redakteurinnen und Redakteuren, Mediengestaltenden und Werkstudierenden. Zur Chefredaktion gehören Michael Husarek, Barbara Zinecker, Armin Jelenik; Ressortleiter ist Alexander Aulila.

## Geschichte
Das Portal wurde am 7. Oktober 1996 von Matthias Oberth, ehemaliger Ressortleiter, als gemeinsames Onlineangebot der Nürnberger Nachrichten und Nürnberger Zeitung gegründet. Es lieferte die wichtigsten Nachrichten aus den Printprodukten und wurde von verschiedenen Redaktionen des VNP bestückt. Mit der Entstehung von NN.de im Jahr 2020 wurden die Inhalte bei nordbayern.de überregionaler. Die lokalen Nachrichten sind nun bei NN.de zu finden. Seit Dezember 2023 bestückt ein eigenes Redaktionsteam nordbayern.de ohne Zulieferung aus den Redaktionen der Nürnberger Nachrichten und Nürnberger Zeitung.
Aktuell erreicht nordbayern.de jährlich rund 35 Millionen Menschen. Das neue Angebot richtet sich vor allem an eine jüngere Zielgruppe, die schnell und aktuell über die wichtigsten Neuigkeiten aus der Region und der Welt informiert werden möchte.